# Graphocephala albomaculata
Graphocephala albomaculata är en insektsart som beskrevs av William Lucas Distant 1879. Graphocephala albomaculata ingår i släktet Graphocephala och familjen dvärgstritar. Inga underarter finns listade i Catalogue of Life.